# Pavilhão João Rocha
El Pabellón João Rocha (en portugués:  Pavilhão João Rocha) es el pabellón del club polideportivo portugués Sporting Clube de Portugal. Tiene una capacidad de 3.000 asientos y es utilizado por los departamentos de baloncesto, balonmano, fútbol sala, hockey sobre patines y voleibol del club. El nombre del pabellón es en honor a João Rocha, expresidente del club, que estuvo en el cargo desde septiembre de 1973 hasta octubre de 1986.